# Rakovac (Beočin)
Pour les articles homonymes, voir Rakovac.
Rakovac (en serbe cyrillique : Раковац ; en hongrois : Dombó) est une localité de Serbie située dans la province autonome de Voïvodine. Elle fait partie de la municipalité de Beočin dans le district de Bačka méridionale. Au recensement de 2011, elle comptait 2 248 habitants.
Rakovac, officiellement classé parmi les villages de Serbie, est une communauté locale, c'est-à-dire une subdivision administrative, de la municipalité de Beočin. Le village est connu pour son monastère qui date du XVIe siècle

## Géographie

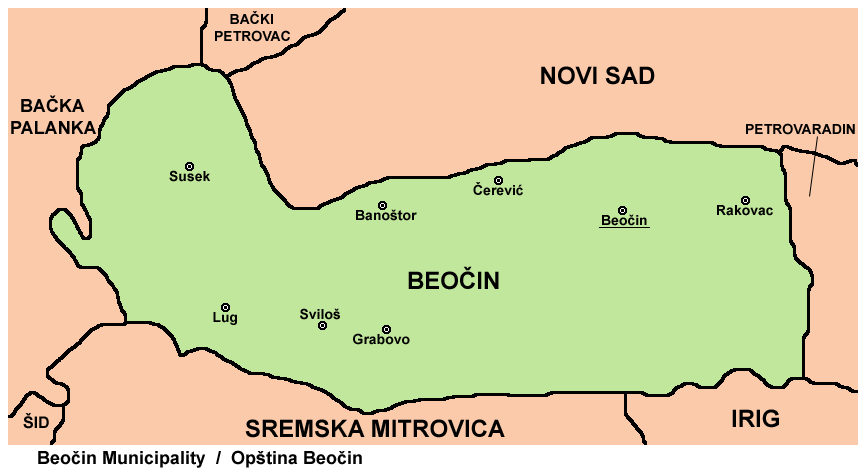
Localisation de Rakovac dans la municipalité de Beočin

Bien que le village de Rakovac fasse partie du district de Bačka méridionale, il est en fait situé dans la région de Syrmie. Il se trouve dans la partie septentrionale du massif de la Fruška gora, sur la route Beočin-Novi Sad, à 4 kilomètres de Beočin et à 13 kilomètres de Novi Sad.
Rakovac est divisé en deux parties, Stari Rakovac (le « vieux Rakovac ») et Novi Rakovac (le « Nouveau Rakovac »).

## Histoire
Rakovac se développa à la fin du XVe siècle et au début du XVIe siècle, autour du monastère fondé à l'époque du despote Jovan Branković (1496-1502) ; la population cultivait alors les terres monastiques et le village constituait un prnjavor, un village rural habité par des serfs dépendant de l'institution religieuse.
En 1943, le monastère fut détruit ; il est aujourd'hui partiellement reconstruit. Le village fut brûlé et 91 habitants furent tués par les nazis. Après la guerre, il fut reconstruit un peu plus au nord sous le nom de Novi Rakovac, tandis que la partie ancienne prit le nom de Stari Rakovac.

## Démographie

### Évolution historique de la population
| 1948 | 1953 | 1961  | 1971 | 1981  | 1991  | 2002  | 2011  |
| ---- | ---- | ----- | ---- | ----- | ----- | ----- | ----- |
| 582  | 715  | 1 060 | 968  | 1 091 | 1 357 | 1 989 | 2 248 |

|  |

### Données de 2002
Pyramide des âges (2002)
En 2002, l'âge moyen de la population était de 38,4 ans pour les hommes et 39,6 ans pour les femmes.
Répartition de la population par nationalités (2002)
En 2002, les Serbes représentaient un peu plus de 85 % de la population du village.

### Données de 2011
En 2011, l'âge moyen de la population était de 41,8 ans, 41,2 ans pour les hommes et 42,4 ans pour les femmes.

## Vie locale
Rakovac abrite le centre administratif de la communauté locale ; le village dispose d'un centre médical, d'une école maternelle, l'école Ljuba Stanković, qui dépend d'une école mère située à Beočin, ainsi qu'une école élémentaire, l'école Jovan Grčić Milenko, qui accueille environ 90 élèves.

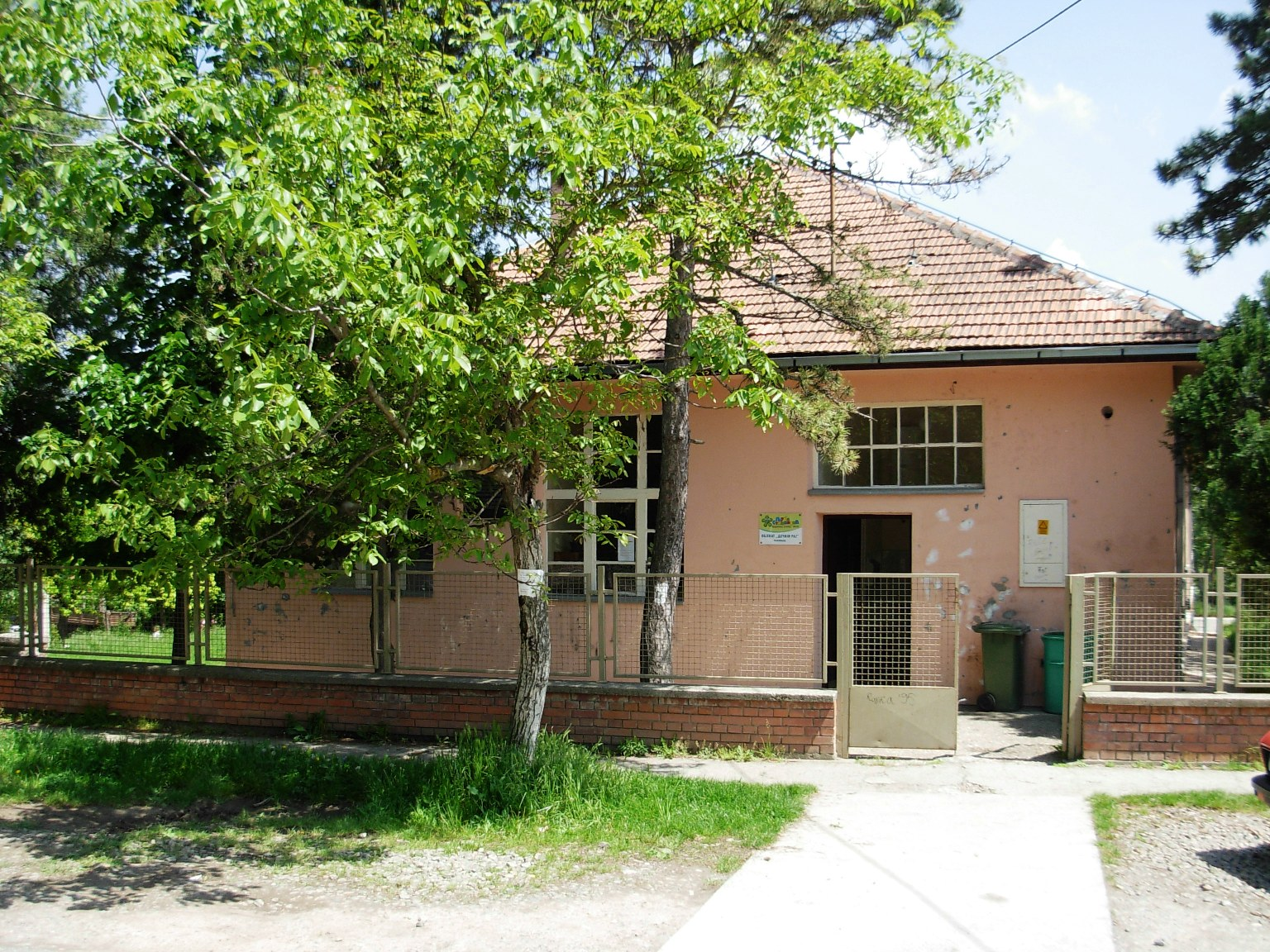
L'école maternelle de Rakovac

## Économie
Plusieurs petites entreprises sont installées à Rakovac, contribuant ainsi à l'activité économique du secteur.

## Tourisme

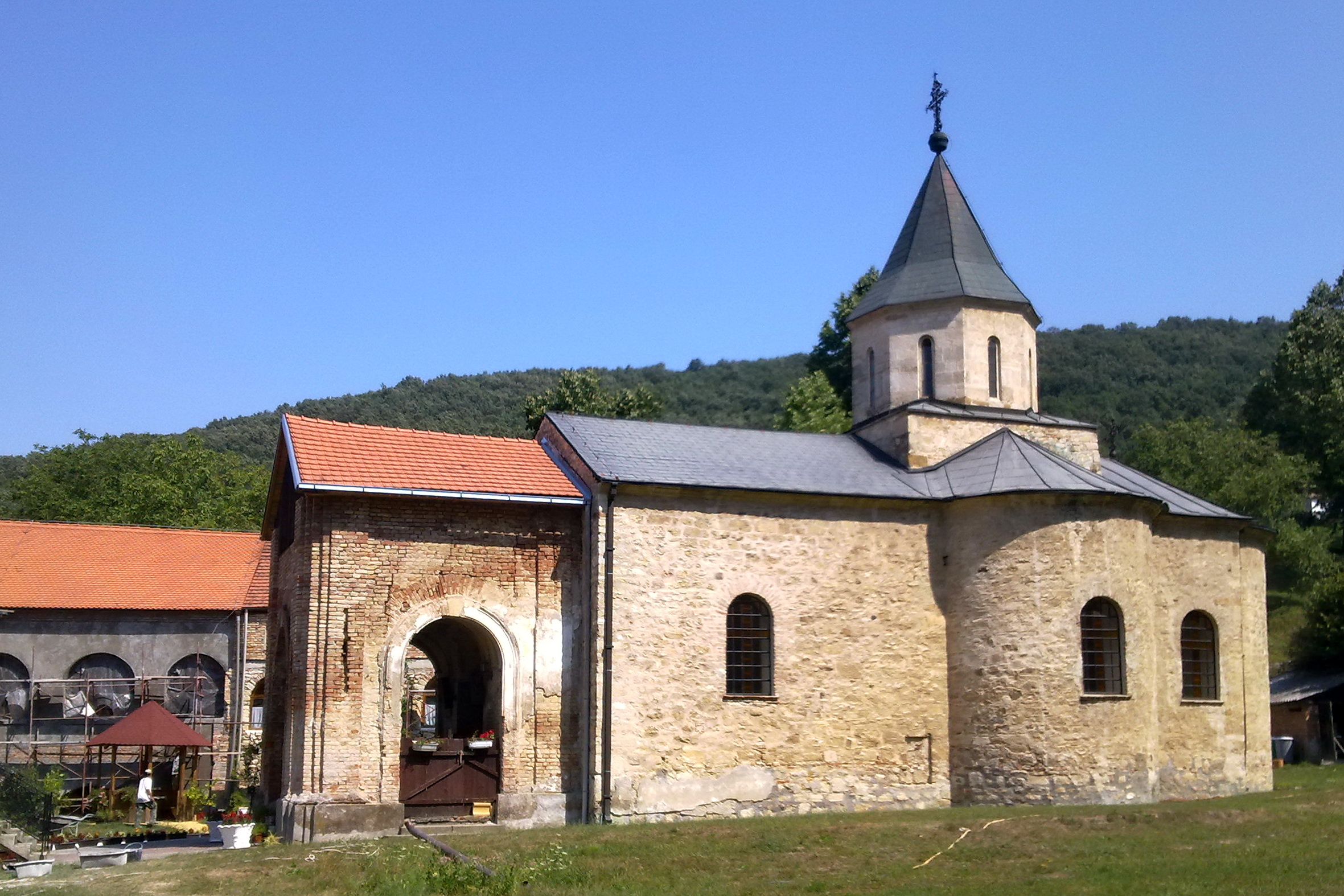
L'église du monastère de Rakovac

Le monastère de Rakovac est situé sur le territoire du village. Un document daté de 1704 en attribue la fondation à un certain Raka, courtisan du despote Jovan Branković ; le document précise qu'il a fondé le monastère en 1498 ; les archives attestent de son existence en 1545-1546. Il dépend de l'éparchie de Syrmie et figure sur la liste des monuments culturels d'importance exceptionnelle de la république de Serbie.
En plus du monastère, deux monuments commémoratifs se trouvent dans le village.

Les monuments commémoratifs de Rakovac
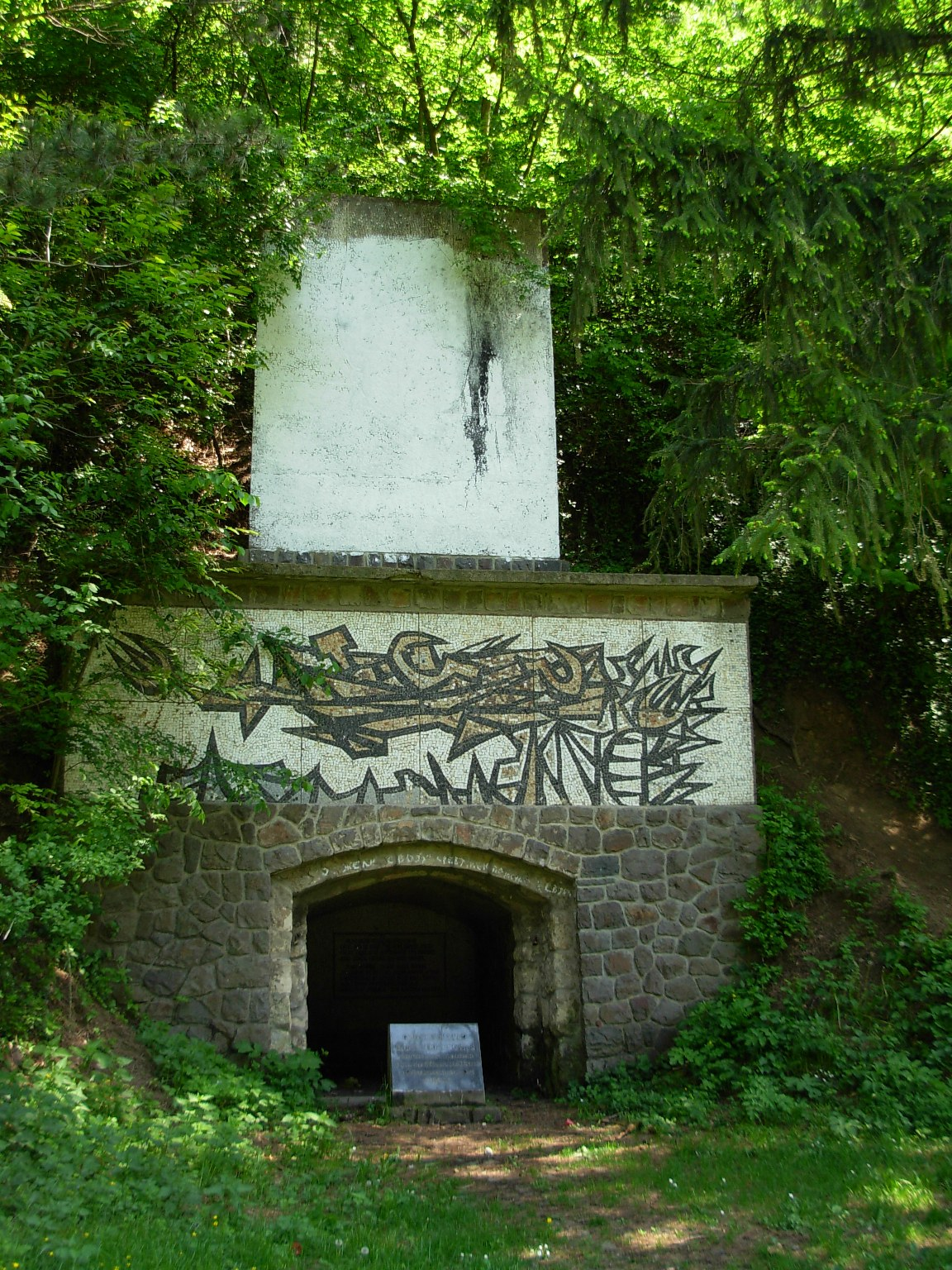
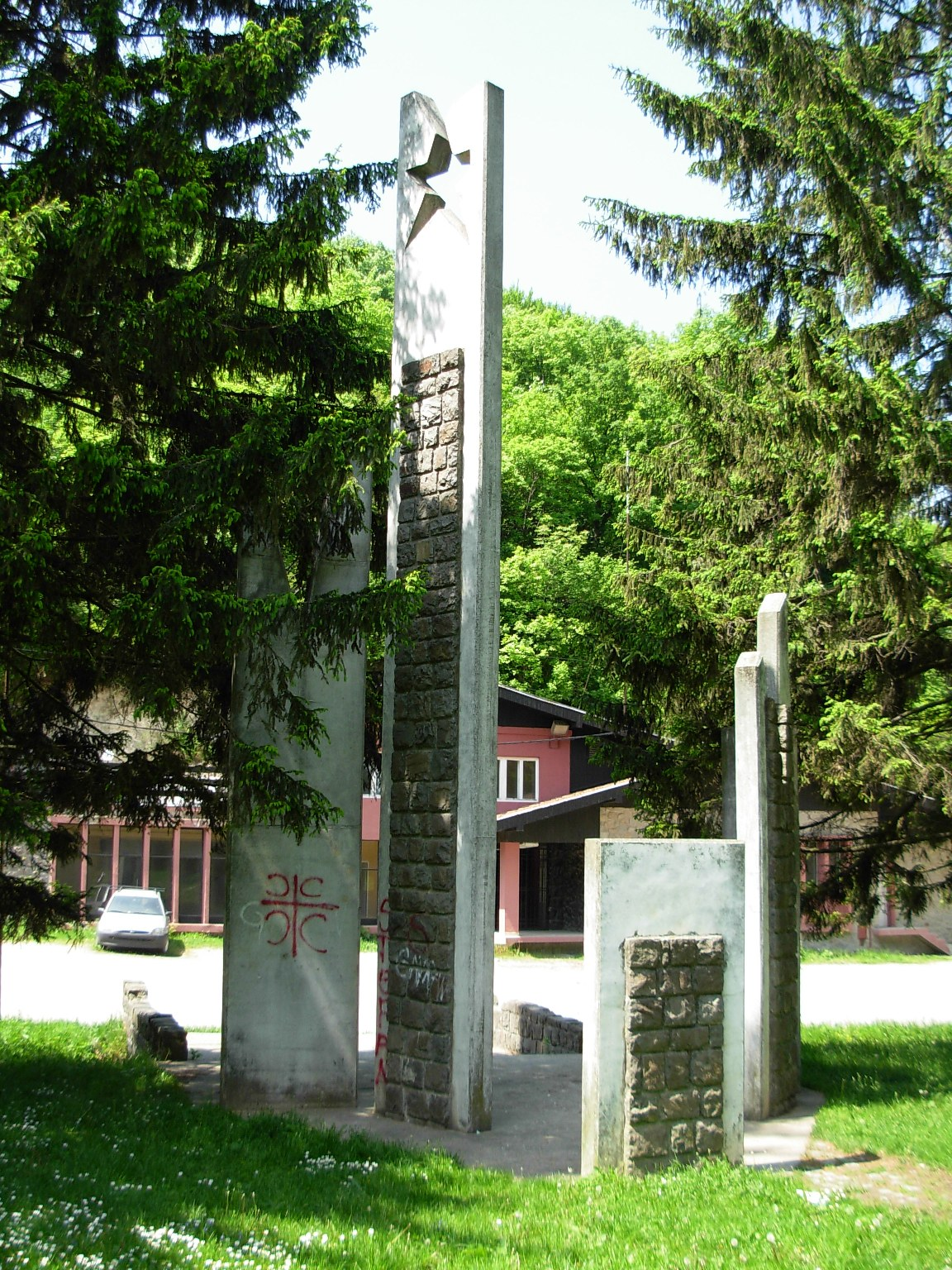